# الميرادور

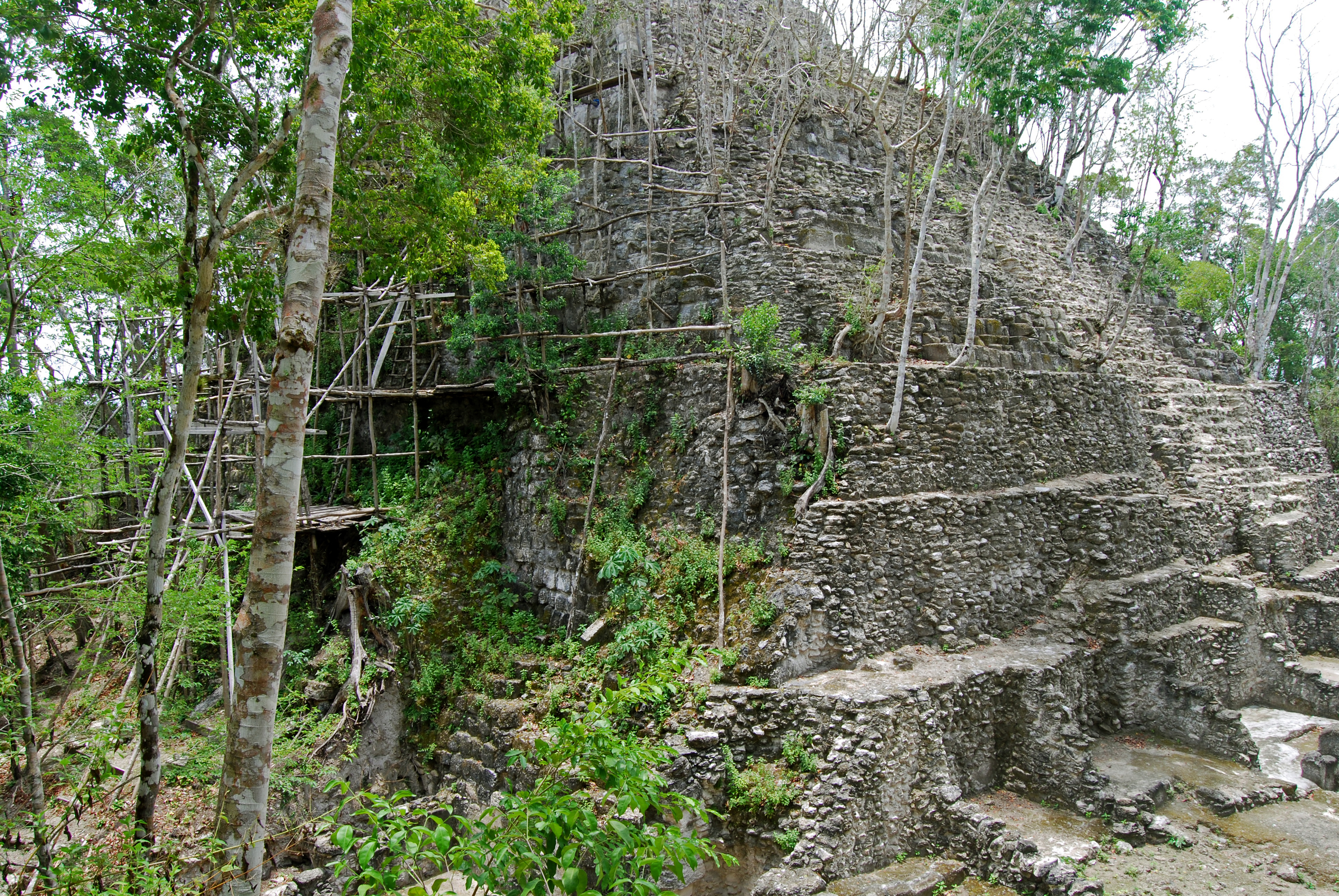
أحد أهرام الميرودور

إل ميرادور (التي تُترجم «بالمرصاد» أو «وجهة النظر» أو «بلفيدير») هي إحدى مستوطنات حضارة المايا الكبيرة التي بنيت في العصر ماقبل الكولومبي تقع في شمال مقاطعة إل بيتين الحديثة في جواتيمالا.

## الإكتشاف
تم مسح بعض منطقة الميرادور في عام 1885 من قبل كلاوديو أوروتيا، الذي لاحظ وجود أنقاض. لكن الميرادور لم يحظَ باهتمام كبير حتى أمضى إيان جراهام بعض الوقت هناك في رسم أول خريطة للمنطقة في عام 1962. في عام 1978 بدأ تحقيق مفصل بمشروع أثري تحت إشراف بروس داهلين (الجامعة الكاثوليكية الأمريكية) وراي ماثني (جامعة بريغهام يونغ). ركز داهلين عمله في المقام الأول على مستنقعات باجو ورسم الخرائط، بينما ركز فريق ماثني بشكل أساسي على الحفريات والآثار المعمارية في الموقع. انتهى هذا المشروع في عام 1983.
تفاجأ علماء الآثار! إذ وجدوا أن عدداً كبيراً من المباني لم تكن معاصرة لمدن المايا الكلاسيكية الكبيرة في المنطقة، مثل تيكال وواكساكتون، بل وجدوا أنها تعود إلى القرون السابقة للعصر ما قبل الكلاسيكي (انظر: التسلسل الزمني لأمريكا الوسطى).
في عام 2003، بدأ ريتشارد هانسن، كبير العلماء في جامعة ولاية أيداهو، برامج تحقيق وبحث وحماية لآثار الميرودور باتباع نهج متعدد المجالات، بما في ذلك الموظفين والفنيين من 52 جامعة ومعهد أبحاث من جميع أنحاء العالم. وبحلول أغسطس 2008، نشر الفريق 168 بحثًا علميًا  وأنتج العديد من التقارير الفنية والعروض التقديمية العلمية بالإضافة إلى الأفلام الوثائقية في قناة History وNational Geographic و the Learning Channel وBBC وABC 's 20/20 وGood صباح أمريكا، 60 دقيقة (أستراليا)، وقناة ديسكفري. في عام 2019، أصدرت Yes Theory The Lost Pyramid ،  فيلم وثائقي طويل عن مغامرتهم عبر الغابة الغواتيمالية لتسلق هرم لادانتا 

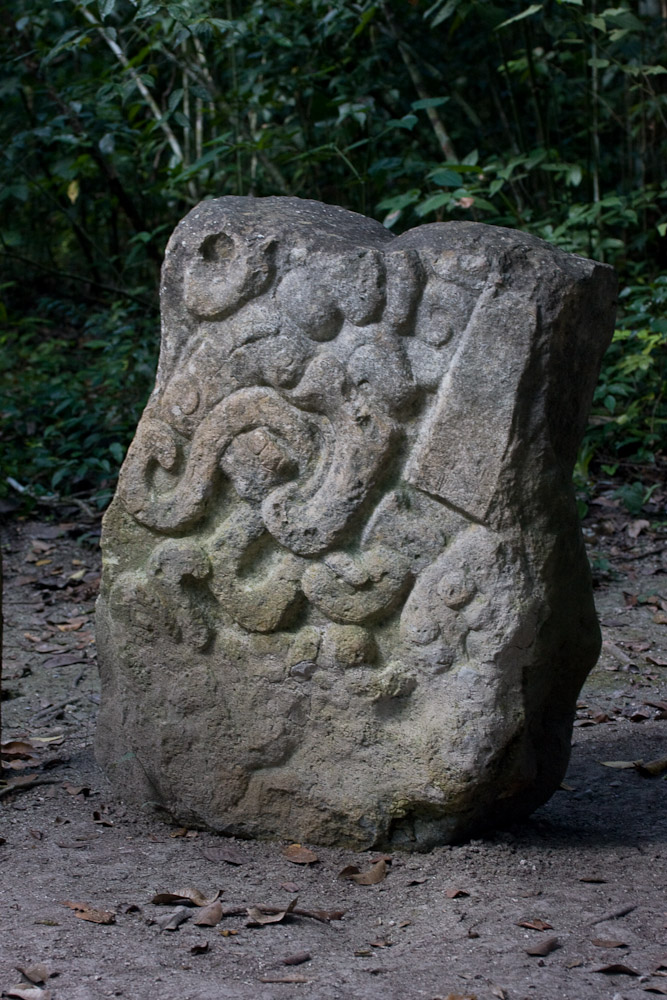
لوحة من الميرودور.